# Вишній Орлик
Вишній Орлик, Вишній Верлик, місц. назва Вишній Верлих (словац. Vyšný Orlík) — село в Словаччині, Свидницькому окрузі Пряшівського краю. Розташоване в північно-східній частині Словаччини на ріці Ондава, недалеко кордону з Польщею. Протікає річка Мостовка.
Уперше згадується у 1414 році.

## Пам'ятки
У селі є греко-католицька церква Вознесіння Господа з 1793—1795 років у стилі класицизму. З 1963 року національна культурна пам'ятка.
Крім неї є також православна церква Вознесіння Господа з 1935 року в стилі бароко.

## Населення
| Рік:            | 1994. | 2004.    | 2014.   | 2024.   |
| --------------- | ----- | -------- | ------- | ------- |
| Кількість осіб: | 367   | 413      | 376     | 385     |
| Різниця:        |       | +12,53 % | -8,95 % | +2,39 % |

| Рік:            | 2023. | 2024. |
| --------------- | ----- | ----- |
| Кількість осіб: | 385   | 385   |
| Різниця:        |       | +0 %  |

В селі проживає 405 осіб.
Національний склад населення (за даними останнього перепису населення — 2001 року):
- словаки — 69,09 %
- русини — 16,62 %
- українці — 7,01 %
- цигани — 5,71 %

Склад населення за приналежністю до релігії станом на 2001 рік:
- православні — 51,95 %,
- греко-католики — 37,92 %,
- римо-католики — 2,08 %,
- не вважають себе віруючими або не належать до жодної вищезгаданої церкви — 4,42 %